# Tcha-čcheng
Tcha-čcheng (čínsky pchin-jinem Tǎchéng, znaky 塔城; kazašsky تارباعاتاي, Tarbaghataj) je prefektura na severu Ujgurské autonomní oblasti Sin-ťiang v Čínské lidové republice. V prefektuře žilo roku 2020 na necelých 95 tisících km² přibližně 1,1 milionu obyvatel, z nich bylo téměř 55 % Chanů, téměř 27 % Kazachů a 8,5 % Chuejů.
Prefektura Tcha-čcheng je, stejně jako prefektura Altaj, podřízena autonomnímu kraji Ili; jsou to jediné dvě prefektury v Čínské lidové republice, které nepodléhají provincii, ale pouhému kraji.
Název Tcha-čcheng kromě prefektury nese i její sídelní městský okres.

## Administrativní členění
Prefektura Tcha-čcheng se člení na sedm celků okresní úrovně, a sice tři městské okresy, tři okresy a jeden autonomní okres.
| městský okres · Tcha-čcheng městský okres · Wu-su městský okres · Ša-wan okres · E-min okres · Toly okres · Jü-min autonomní okres · Chobogsajr |                                                |                                                   |                       |                    |                                  |
| Název | Název                                          | Název                                             | Počet obyvatel (2020) | Rozloha km² (2020) | Hustota zalidnění (obyv. na km²) |
| čínsky: český přepis znaky | kazašsky: český přepis arabské písmo           | mongolsky: český přepis mongolské písmo           | Počet obyvatel (2020) | Rozloha km² (2020) | Hustota zalidnění (obyv. na km²) |
| Městské okresy |                                                |                                                   |                       |                    |                                  |
| Tcha-čcheng 塔城市 | Šäuešek شاۋەشەك قالاسى                         |                                                   | 158 098               | 3 975              | 40                               |
| Wu-su 乌苏市 | Šichu شيحۋ قالاسى                              |                                                   | 262 906               | 14 331             | 18                               |
| Ša-wan 沙湾县 | Sauan ساۋان قالاسى                             |                                                   | 301 046               | 12 182             | 25                               |
| Okresy |                                                |                                                   |                       |                    |                                  |
| E-min 额敏县 | Därbilžin ءدوربىلجىن اۋدانى                    |                                                   | 188 642               | 8 913              | 21                               |
| Tchuo-li 托里县 | Toly تولى اۋدانى                               |                                                   | 85 451                | 20 192             | 4                                |
| Jü-min 裕民县 | Šaghantoghaj شاعانتوعاي اۋدانى                 |                                                   | 50 819                | 6 067              | 8                                |
| Autonomní okres (mongolský) |                                                |                                                   |                       |                    |                                  |
| Che-pu-kche-saj-er 和布克赛尔蒙古自治县 | Qobyqsary قوبىقسارى موڭعۇل اۆتونوميالىق اۋدانى | Chobogsajr ᡍᡆᡋᡆᡎᠰᠠᡅᠷᡅ ᡏᡆᡊᡎᡆᠯ ᡄᡋᡄᠷᡄᡃᠨ ᠴᠠᠰᠠᡍᡇ ᠱᡅᡕᠠᠨ | 61 785                | 28 871             | 2                                |
| |                                                |                                                   |                       |                    |                                  |
| Celkem | Celkem                                         | Celkem                                            | 1 108 747             | 94 531             | 12                               |